# Milocera podocarpi
Milocera podocarpi är en fjärilsart som beskrevs av Louis Beethoven Prout 1932. Milocera podocarpi ingår i släktet Milocera och familjen mätare. Inga underarter finns listade i Catalogue of Life.